# Abnormally Attracted to Sin
Abnormally Attracted to Sin är det tionde studioalbumet av den amerikanska musikern Tori Amos. Det släpptes den 19 maj 2009 och är hennes debut på skivbolaget Universal Republic. På deluxeutgåvan medföljer det en DVD med kortfilmer/videor till varje låt (utom "Mary Jane"). Låtarna "Welcome to England" och "Maybe California" släpptes som singlar samma år.

## Låtförteckning
1. Give
2. Welcome to England
3. Strong Black Vine
4. Flavor
5. Not Dying Today
6. Maybe California
7. Curtain Call
8. Fire to Your Plain
9. Police Me
10. That Guy
11. Abnormally Attracted to Sin
12. 500 Miles
13. Mary Jane
14. Starling
15. Fast Horse
16. Ophelia
17. Lady in Blue

- Bonuslåt för de som köper albumet från iTunes Store är "Oscar's Theme".